# Raymond Xuereb
Raymond Xuereb [ʃuɜɾɜb] (* 22. September 1952 in Marsa) ist ein ehemaliger maltesischer Fußball-Stürmer, der auch im Mittelfeld agierte.

## Karriere
Xuereb debütierte im Februar 1969 für den FC Floriana, für den er bis 1982 aktiv war. Mit Floriana gewann er sieben nationale Titel und wurde dreimal maltesischer Torschützenkönig sowie 1977 Fußballer des Jahres. Nachdem Newcastle United im Sommer 1977 auf Malta verweilte und Xuereb deren Trainer Richard Dinnis in einem Testspiel beeindruckte, absolvierte er im November und Dezember 1977 ein dreiwöchiges Probetraining beim englischen Klub und kam dabei für das Reserveteam zum Einsatz. 1982 wechselte Xuereb zu den Ħamrun Spartans, mit denen drei weitere nationale Titel folgten. Anfang 1986 wechselte er in die vierte Liga zu den Naxxar Lions, mit denen er nach drei Aufstiegen in Folge 1988 in die Maltese Premier League aufstieg. In der Folge schlossen sich weitere unterklassige Engagements beim FC Għargħur, erneut den Naxxar Lions und dem FC Qrendi an.
Xuereb spielte von 1971 bis 1985 für die maltesische Nationalmannschaft, wobei er 45 Länderspiele bestritt und sechs Tore schoss. Sein erstes Match (1:1 gegen Algerien in Gżira) endete wie auch sein letztes (0:0 gegen die Tschechoslowakei in Valletta) überraschend Remis.

## Erfolge
- Maltas Fußballer des Jahres 1977
- 4× Maltesischer Meister (1970, 1973, 1975, 1977 mit Floriana Valletta; 1983 mit Hamrun Spartans)
- 5× Maltesischer Pokalsieger (1972, 1976, 1981 mit Floriana Valletta; 1983, 1984 mit Hamrun Spartans)
- 3× Torschützenkönig der Maltese Premier League (1971, 1975, 1977, immer als Spieler von Floriana)

## Sonstiges
Sein Bruder George Xuereb (* 1953) kam als Mittelfeldspieler auf 30 Länderspiele und drei Tore zwischen 1976 und 1985. Bei Georges Debüt spielten die Brüder erstmals zusammen im Nationalteam, und bei Hamrun Spartans gehörten sie sechs Jahre lang zusammen zum Kader. 